# II. János Pál pápa tér (Metró Budapest)
II. János Pál pápa tér (ursprünglich geplant als Népszínház utca) ist eine 2014 eröffnete Station der Linie M4 der Metró Budapest und liegt zwischen den Stationen Rákóczi tér und Keleti pályaudvar.
Die Station befindet sich am gleichnamigen Platz (benannt nach Papst Johannes Paul II.) im VIII. Budapester Bezirk (Józsefváros).

## Galerie

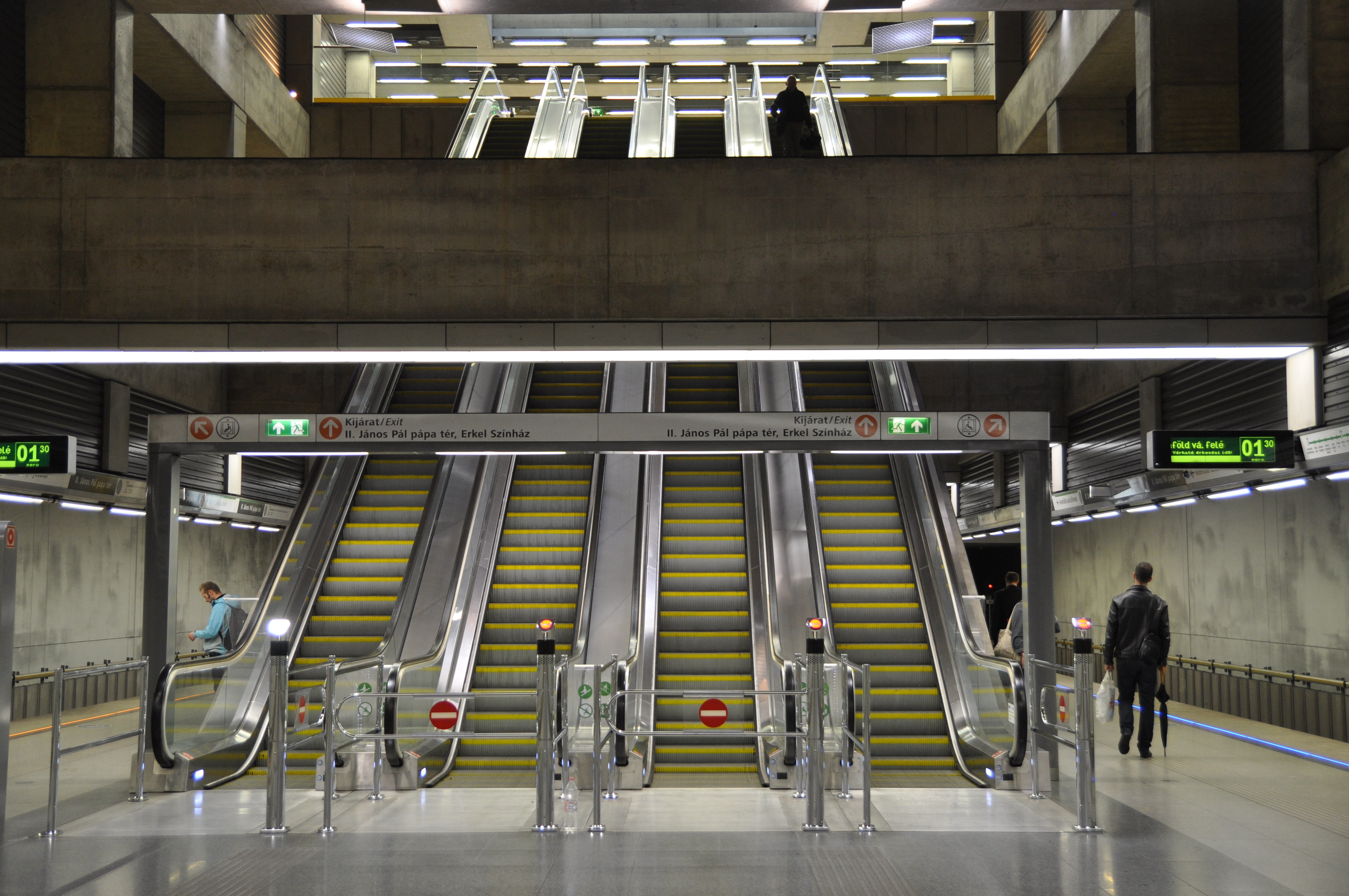
Rolltreppen
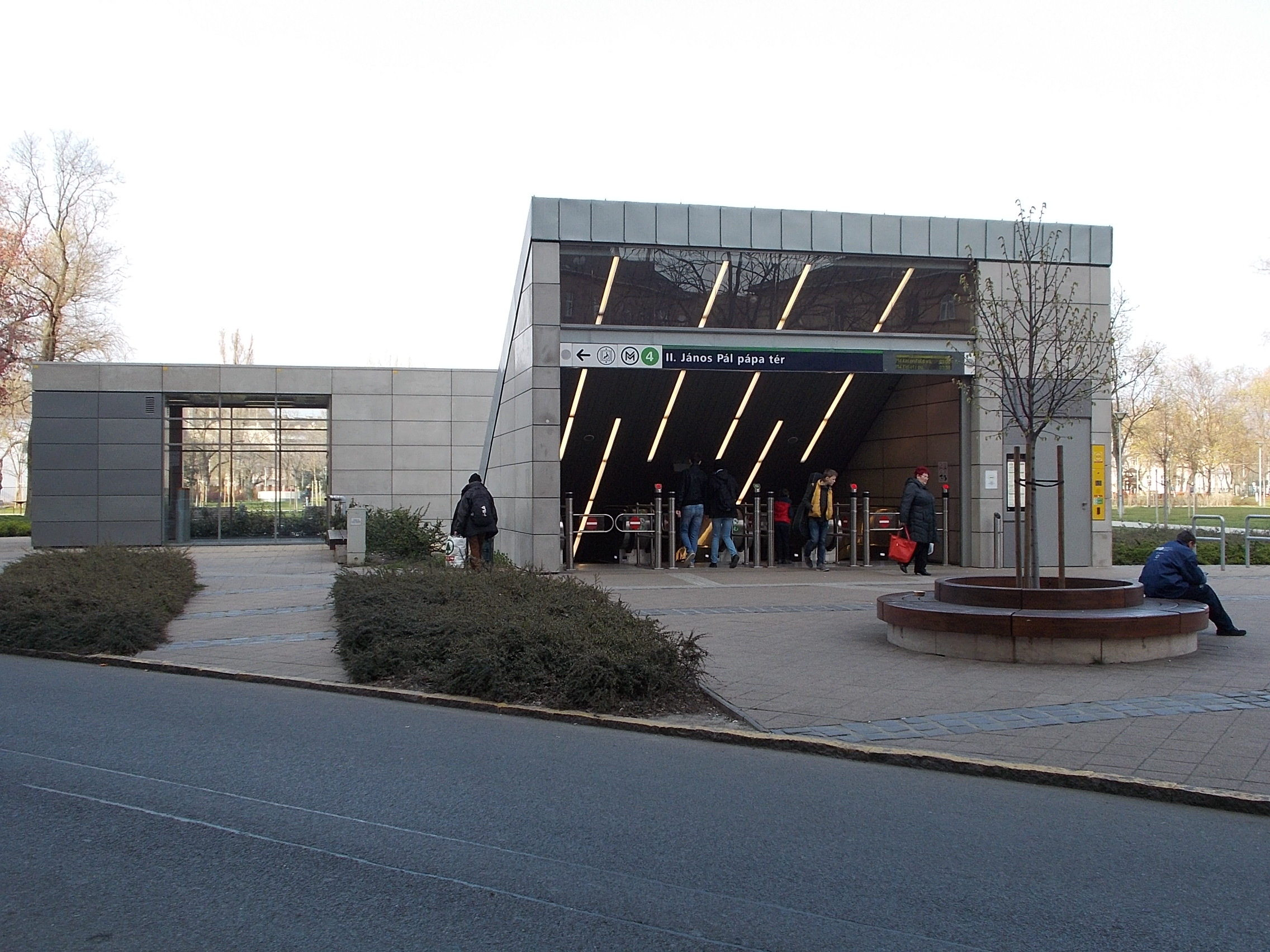
Zugang